# (6239) Minos
(6239) Minos (designació provisional 1989 QF) és un objecte proper a la Terra de dimensions inferior al quilòmetre, classificat com a asteroide potencialment perillós del grup Apol·lo. Va ser descobert el 31 d'agost de 1989 per la parella d'astrònoms estatunidencs Carolyn i Eugene Shoemaker a l'Observatori Palomar de Califòrnia.
L'asteroide té un període de rotació de 3,6 hores i mesura aproximadament 0,5 km de diàmetre. Fa freqüents aproximacions properes a Mart, la Terra i Venus.